# Robertus lividus
Robertus lividus là một loài nhện trong họ Theridiidae.
Loài này thuộc chi Robertus. Robertus lividus được John Blackwall miêu tả năm 1836.